# Koluel Kayke
Koluel Kayke är en ort i Argentina.   Den ligger i provinsen Santa Cruz, i den södra delen av landet, 1 600 km sydväst om huvudstaden Buenos Aires. Koluel Kayke ligger 307 meter över havet och antalet invånare är 250.
Terrängen runt Koluel Kayke är lite kuperad. Trakten runt Koluel Kayke är nära nog obefolkad, med mindre än två invånare per kvadratkilometer..
Omgivningarna runt Koluel Kayke är i huvudsak ett öppet busklandskap.